# 黎城站
黎城站，位于中华人民共和国山西省长治市黎城县，是邯长铁路上的火车站，建于1975年，由北京局集团管辖。

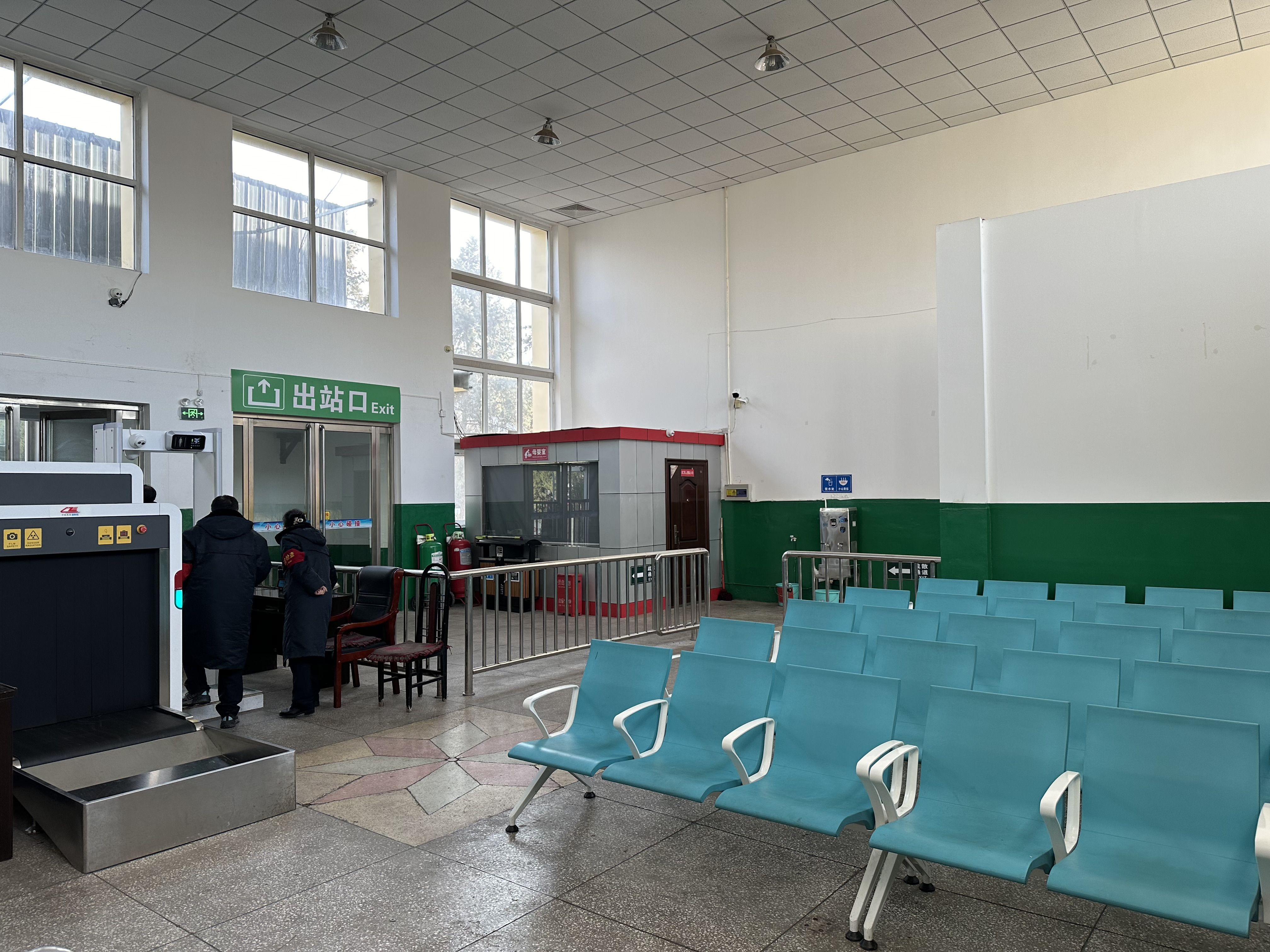
车站候车大厅

## 歷史
- 建于1975年。

## 車站周邊
- 中国邮政储蓄银行黎城火车站营业所
- 中国移动黎侯营业厅
- 黎城县计划生育局
- 黎城二中
- 黎城县住房保障和城乡建设管理局
- 黎城县烟草专卖局
- 中国银行黎城县支行
- 黎城县农业局
- 黎城县林业局
- 中国电信桥北路营业厅
- 中国农业银行黎城县支行
- 黎城县交通运输局
- 黎城协和医院

## 外部連結
- 中国铁路客户服务中心（页面存档备份，存于）